# Fonyód
Fonyód  este un oraș în districtul Fonyód, județul Somogy, Ungaria, având o populație de 4.994 de locuitori (2011). 

## Demografie
Componența etnică a orașului Fonyód
     Maghiari (91,94%)
     Germani (4,01%)
     Romi (1,34%)
     Ucraineni (1,16%)
     Necunoscut (0,98%)
     Alții (0,57%)
Componența confesională a orașului Fonyód
     Romano-catolici (49,22%)
     Fără religie (11,19%)
     Reformați (5,55%)
     Luterani (1,68%)
     Atei (1,6%)
     Necunoscută (30,12%)
     Alte religii (1,36%)
Conform recensământului din 2011, orașul Fonyód avea 4.994 de locuitori. Din punct de vedere etnic, majoritatea locuitorilor (91,94%) erau maghiari, existând și minorități de germani (4,01%), romi (1,34%) și ucraineni (1,16%). Apartenența etnică nu este cunoscută în cazul a 0,98% din locuitori. Nu există o religie majoritară, locuitorii fiind romano-catolici (49,22%), persoane fără religie (11,19%), reformați (5,55%), luterani (1,68%) și atei (1,6%). Pentru 30,12% din locuitori nu este cunoscută apartenența confesională.